# Роти, Луи Оскар
Луи Оскар Роти (фр. Louis Oscar Roty, 1846, Париж — 1911, Париж) — крупный французский медальер и мастер плакетного искусства, ученик О. Дюмона и Х. Понскарма , президент Академии изящных искусств (1897).
В то время, как в традиционной чеканке медали делались с высоким гуртом, полированным фоном и чётким рельефом, Роти выполнял медали литьём, лишённые гурта, с плоским рельефом и элементами художественного оформления. Роти создал большое количество медалей, которые отличало художественное многообразие портретных изображений и гармоническое сочетание аллегорических и гармонических композиций. Среди его работ наиболее значительными являются отчеканенная в 1889 году медаль в честь химика Шеврёля, плакетка с портретом Луи Пастера 1892 года, плакетка, приуроченная к похоронам четвёртого президента Третьей французской республики Сади Карно.
Авторству Роти принадлежит фигура сеятельницы, изображённой на французских монетах в 50 сентимов 1897 года, 2 франка 1916 года, 1/2 франка 1965 года, 1 и 5 франков 1960 года. Кроме того Роти создал штемпели для монет Чили, Гаити, Монако.
В 1883 году Роти стал профессором Академии изящных искусств, а в 1897 году — её президентом.
В основном, Роти использовал подпись «O. Roty». Использовались также и другие подписи.